# ユタ・ビーチ

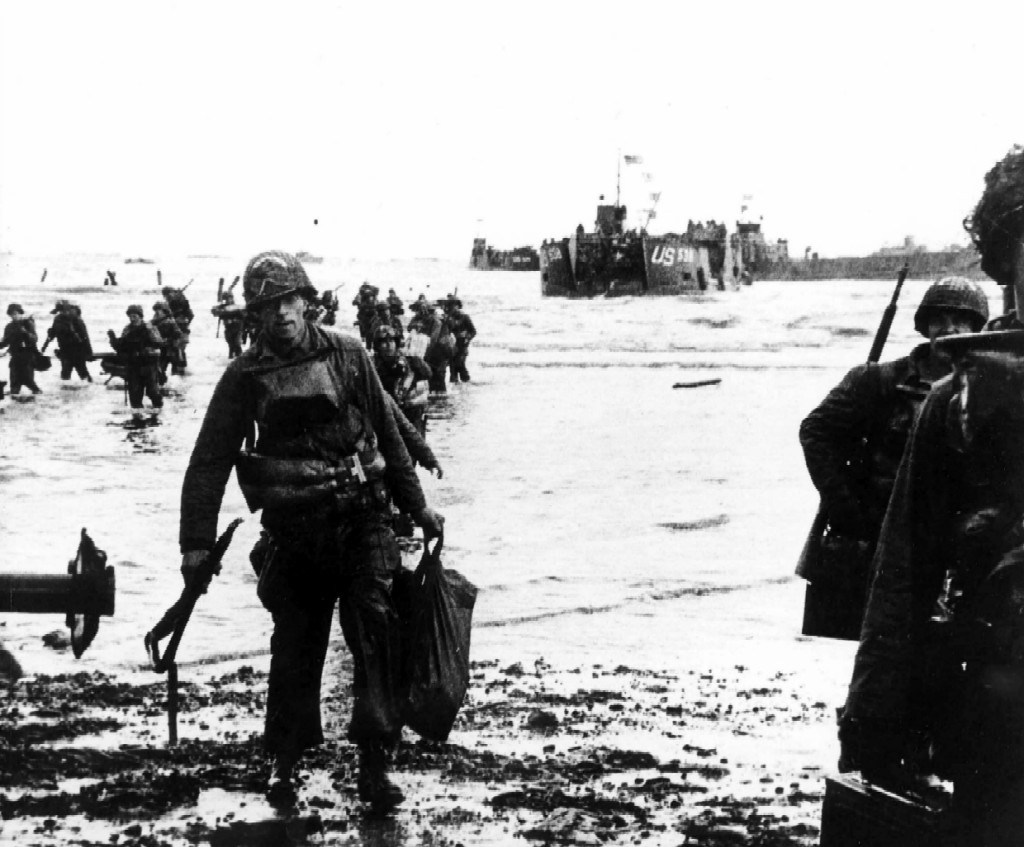
ユタ・ビーチに移動中の完全装備のアメリカ軍の攻撃部隊。後ろに上陸用舟艇があり、混雑した海岸。1944年6月6日

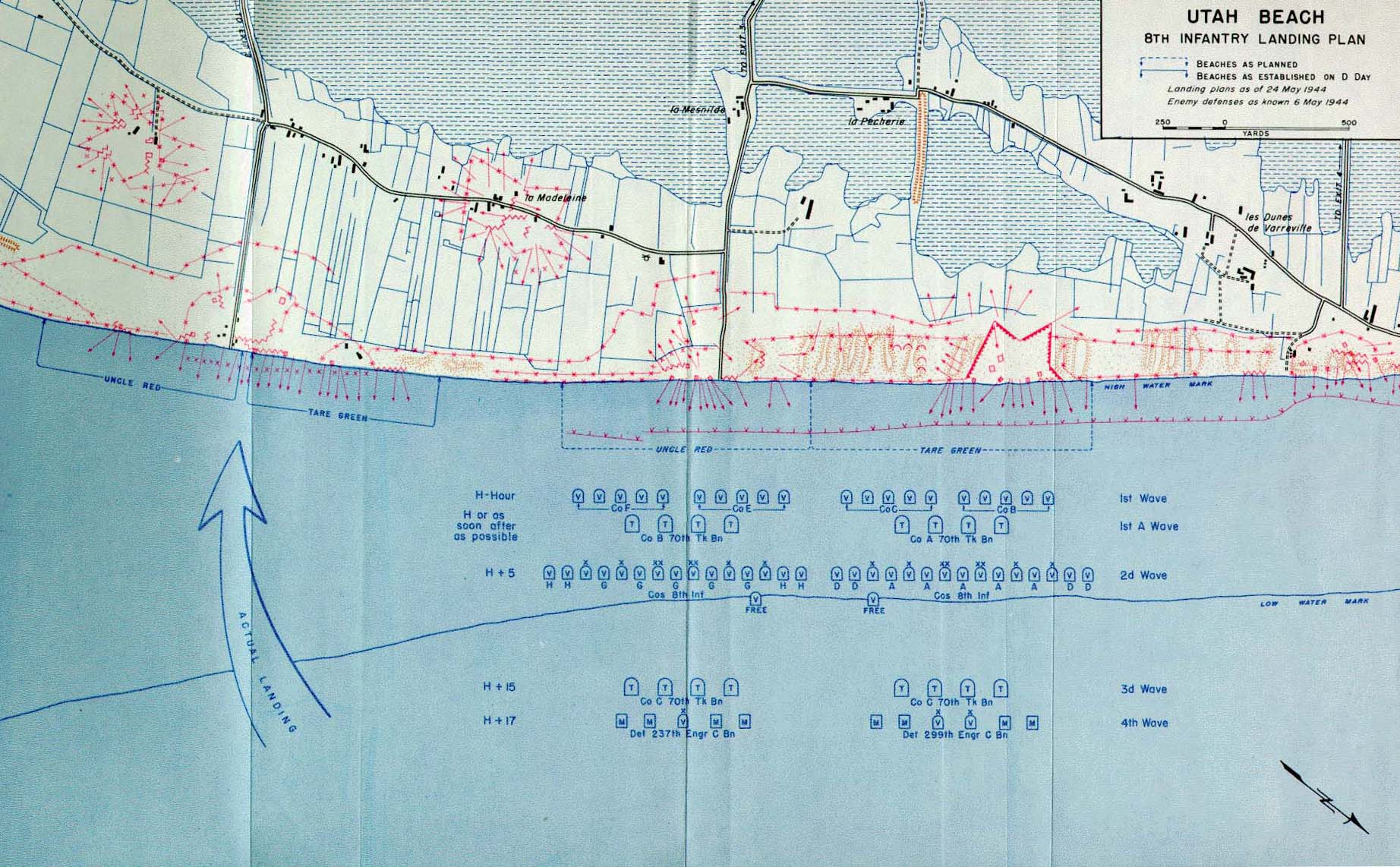
ユタ・ビーチ上陸地図

ユタ･ビーチ(Utah Beach)は、1944年6月6日、連合国のオーヴァーロード作戦における最初の攻撃であるノルマンディー上陸作戦(ネプチューン作戦)において5つの上陸地点の1つに連合国側が付けたコードネームである。
ユタは、上陸用舟艇がもっと利用可能と分かった時、計画段階の最後に侵攻計画に加えられた。
もちろん、重要な拠点ではあるが、アメリカ第4歩兵師団は比較的少ない抵抗で上陸した。対照的にオマハ・ビーチは激戦となった。ユタ・ビーチは3マイルの長さがあり、5つの上陸地点のうち最も西側で、プップヴィル(Pouppeville) と ラ・マドレーヌ(La Madeleine)の間にあった。
この上陸のための事前演習は、「タイガー演習(exercise Tiger)」の名称で1944年4月にイングランド南西部デヴォン州スラプトン(Slapton)海岸で行われた。訓練では上陸部隊に対する海軍の護衛が不足、ナチス・ドイツのSボートによる攻撃を許し、749人のアメリカ兵が死亡、300人が負傷した。ユタ･ビーチ上陸時の損害は、他地点と比較すると少なかったが、事前の空挺降下の損害も含むと、必ずしも損害が少なくはなかった。

## 攻撃計画
攻撃は4波に分けられ、第1波は、20のヒギンズボートもしくは上陸用舟艇(LCVP)からなり、それぞれに第8歩兵連隊から30人の兵士を乗せていた。
右翼の10の舟艇はレ・デュヌ・ド・ヴァルヴィル(les Dunes de Varreville)の強固な拠点の反対側にある「ターレ」のグリーン・セクターに上陸した。
左翼の10の舟艇は、南へ1000ヤード(910m)離れた、「アンクル」のレッド・セクターに上陸を意図していた。
全計画は、最初の攻撃の第1波の上陸に対して時間が決められていた。第1波は、06:30に、8隻のLCT各々が、4台のDD戦車を運び、可能な限り同時上陸する予定であった。
第2波は、2つの攻撃大隊の増援を乗せた、32隻のLCVPから成り、8つの工兵部隊が海岸と海底の構造物を除去する予定であった。
第3波は、第1波の15分後、8台以上のLCTに工兵車両（ドーザー戦車）を乗せ、続き2分後、第4波の第237、第299戦闘工兵大隊の主力が上陸、満潮と干潮の間の海岸にある障害物を除去する予定だった。

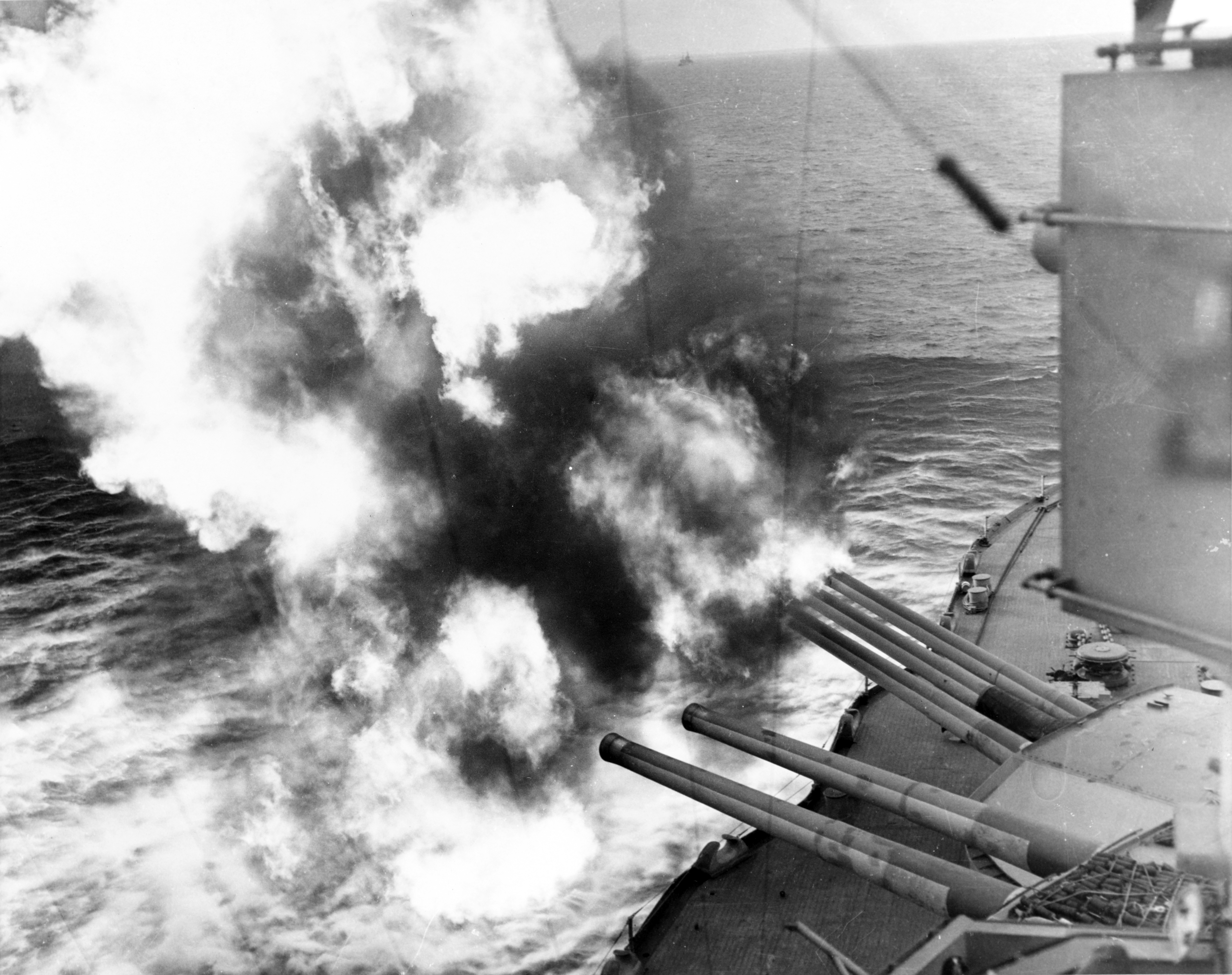
アメリカ海軍戦艦「ネヴァダ」によるユタ･ビーチへの艦砲射撃。1944年6月6日

## 上陸決行(D-Day)
主力上陸2時間前、ナイフのみで武装したレンジャー部隊がサン・マルクフ島(Îles Saint-Marcouf)に泳いで上陸した。そこは、ドイツの監視ポストと思われる場所であった。そこは占拠されなかった。第1波は作戦開始地点に予定通り到着した。全ての20隻の上陸用舟艇は並んで進軍した。後方にいる支援用の舟艇が地雷を爆発させることを期待し、機銃を射撃した。LCVPが海岸から300から400ヤード（273から364m）まで近づくと、攻撃中隊の指揮官は、特殊な煙幕の発射装置を用いて、海軍の支援舟艇の射撃を中止するように連絡した。
ほぼ、予定の時間に上陸用舟艇のタラップがおり、600人の兵士が腰まである水の中を100ヤード(91m)以上も海岸に向かって前進した。海岸に実際到達した時間は数分後であったが、遅れは無視でき、上陸計画の進行に影響はなかった。また、敵の砲兵による砲撃の着弾が海上にあったが上陸時間に影響しなかった。
最初の上陸は第8歩兵師団の第2大隊によって行われた。第1大隊は数分遅れる。両者ともの予定の海岸の南に到着した。
第2大隊は、Exit3（地図参照）の反対にあるアンクル・レッド・ビーチを攻撃するはずで、第1大隊は、強固の防御拠点であるレ・デュヌ・ド・ヴァルヴィルの反対に直接上陸し支援を行う予定であった。しかし、上陸は、2,000ヤード(1,820m)南のExit2の横に行われた。
この間違いは、多大な混乱を引き起こす可能性があり、非常に致命的なものであった。しかし、その様な混乱は実際には生じなかった。もちろん、これによって、それぞれの攻撃区画で計画していた特別任務を当初の計画通り実行することはできなくなった。第4歩兵師団の副指揮官のセオドア・ルーズベルト・ジュニア准将は、第1波と一緒に行き、自分が海岸の抵抗拠点への初期攻撃を指揮することを、何度も求めた。最終的に、彼の要求は第4歩兵師団の師団長のバートン将軍に認められた。ルーズベルトは、D-Dayの第1波と一緒に上陸した唯一の将軍であり、57歳の最も年をとった兵士でもあった。ルーズベルトが自分の乗っている上陸用舟艇が予定地点から南に流され、目標より1マイル以上南にいることに気がつき、第1波も1マイル南にいることに気がついたため、杖と拳銃の助けを借りて、彼自身、内陸へ進むために使用する道を確認するため、海岸の後方の地域の偵察を即座に行った。
彼は、上陸地点に戻り、2つの大隊の指揮官、コンラッド・C・シモンズ中佐とカールトン・O・マックネリー中佐に接触した。そして、彼らが直面している敵への攻撃を指示した。この状況をルーズベルトの有名な言葉で言えば、「我々はここから戦いを始めるのだ！」となる。これらの即興での計画は、少々の混乱はあったものの成功した。上陸した砲兵と、随伴した各連隊は落ち着いて冷静なルーズベルトにより海岸に迎えられた。彼はユーモアと自信に満ちていた。ルーズベルトは、各連隊に目標の変更指示を与えた。しばしば、彼は砲火の中自分で交通整理を行い、海岸から内陸に進もうとする戦車とトラックの交通渋滞の混乱を解決した。このユタ・ビーチの行動により、ルーズベルトは名誉勲章を受けた。
ドイツ側の海岸防備は、第709歩兵師団カール・ヴィルヘルム・フォン・シュリーベン大将と、第352歩兵師団のディートリッヒ・クライス大将であった。

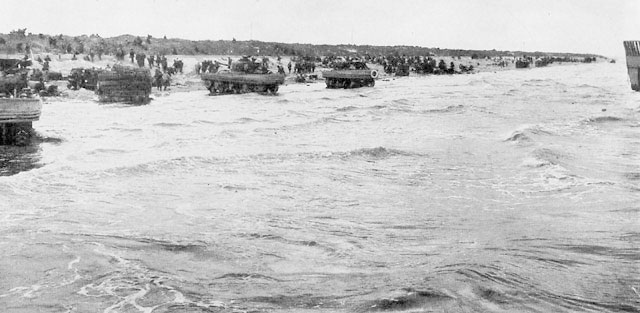
ユタ・ビーチの海岸障害物の破壊のために止まっているDD戦車、この写真は上陸後すぐ撮られた

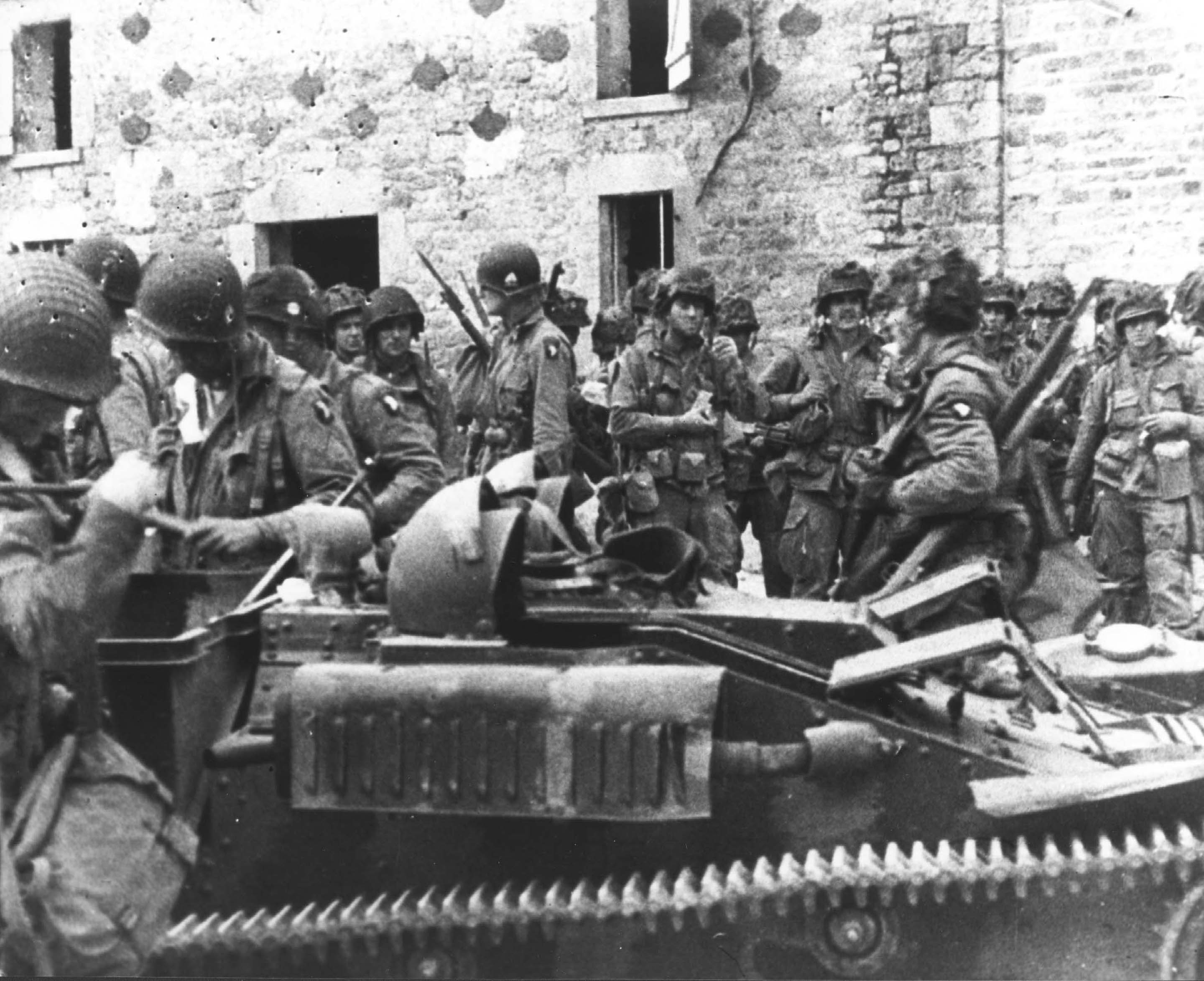
ユタ･ビーチのサン・マルコフのフランスの村のアメリカ空挺降下兵1944年6月6日

## 成功
D-Day終わりには、23,250人の兵士が1,700台の車両と共に無事海岸へ上陸。上陸においては、約200名の犠牲者のみと記録されている。ユタ・ビーチの成功とオマハ・ビーチでの激しい戦闘を比較すると
- ドイツの要塞が少ない。このエリアの防備は海岸付近平地が洪水を起こすことによって壕が少なかった。
- 効果的な事前爆撃: サン・マルタン・ド・ヴァルヴィル付近の海岸近くの知られていた大きな壕はD-Day前の航空攻撃で破壊されていた。
- 強襲上陸用戦車: オマハの半数だったにもかかわらず、これらの水陸両用戦車ほとんどが上陸成功。これらの戦車は、荒れた海で沈没を避けるため、流れの中で舵をとることができた。
- 上陸ミス: 上陸兵力のほとんどはExit2の反対に上陸したので、この進撃路が使用された。他のExitへの道は強力に要塞化されていた。
- 空挺降下: もっとも大きな違いは13,000人の101空挺降下師団と82空挺降下師団が既に内陸で戦闘していた。ユタ上陸の5時間前、空挺降下兵（とグライダー降下兵）は、降下地点から海岸に向かって、敵を排除しながら進軍していた。空挺降下兵は敵を混乱させ、上陸地点の効果的な反撃を無効にした。

ユタ・ビーチの実際の損害は、空挺降下兵の大損害に反映されている。第101空挺降下師団は、D-Dayにその戦力の40%を失う。同様に、ユタ・ビーチでの攻撃を想定した訓練、タイガー演習での1,000名の損害は、D-Dayの代価と言える。

## ユタ・ビーチに関連した人々
- フィリップ・ハート - アメリカ上院議員
- エリオット・リチャードソン - ニクソン時代の政治家。第4波で上陸。衛生士官。
- セオドア・ルーズベルト・ジュニア（en） - 第4歩兵師団の将軍。第1波で上陸。
- J・D・サリンジャー - アメリカの小説家。第4歩兵師団第12連隊の一兵卒として上陸。
- ジェームズ・ヴァン・フリート - 第4歩兵師団の大佐
- ヒュー・ニブレイ - 著名なモルモン教徒の学者
- ヴァルター・オームゼン - ドイツ海軍沿岸砲兵陣地の指揮官。

## ユタビーチの歌
1994年6月、サント＝メール＝エグリーズ近くのカランタンで、1944年6月に第101空挺師団による解放を記念した歌が作られた。この歌はDaniel Bourdelèsにより製作され、CD "La mémoire du ciel"に収録されている。

## 参照
- ノルマンディー上陸作戦
- タイガー演習 (1944年)